# Pteris caiyangheensis
Pteris caiyangheensis är en kantbräkenväxtart som beskrevs av L.L. Deng. Pteris caiyangheensis ingår i släktet Pteris och familjen Pteridaceae. Inga underarter finns listade.